# August Wilhelm von Pletz
August Wilhelm von Pletz (* 1741 in Halberstadt; † 15. August 1810 in Bernstadt in Schlesien) war ein preußischer Generalmajor und Chef des Husarenregiment Nr. 3.

## Leben

### Militärlaufbahn
Pletz entstammt einfachen Verhältnissen und kam während des Siebenjährigen Krieges in das Husarenregiment „Belling“. Er kämpfte zunächst gegen die Franzosen, nahm dann an der Schlacht bei Kunersdorf teil und wurde bei Freiberg verwundet. In der Zeit wurde er am 4. Januar 1761 Kornett und schon am 1. Juni 1761 Sekondeleutnant sowie am 1. September 1763 Premierleutnant.
Am 5. Juni 1777 zum Stabsrittmeister befördert, nahm Pletz am Bayerischen Erbfolgekrieg teil. Er erhielt am 15. April eine Eskadron und wurde Rittmeister. Am 26. November 1786 wurde er Major und bei der Revue am 3. Juni 1792 erhielt er den Orden Pour le Mérite. Im Ersten Koalitionskrieg nahm er an den Gefechten von Deidesheim sowie Kirrweiler teil und wurde bei Eddersheim verwundet. Er kämpfte in der Schlacht bei Kaiserslautern und bei der Belagerung von Landau. In der Zeit wurde er am 13. Januar 1794 Oberstleutnant und am 3. März 1794 Kommandeur des II. Bataillons des Husarenregiments Nr. 8. Am 5. Januar 1796 stieg er zum Oberst auf und erhielt am 19. November 1793 das Husarenregiment Nr. 3. Am 20. Mai 1804 wurde er Generalmajor mit Patent vom 21. Mai 1804. im Vierten Koalitionskrieg war er im Korps Blücher und wurde nach dessen Kapitulation am 6. November 1806 bei Ratekau inaktiv gestellt. Zuvor am 1. November 1806 konnte er mit Yorck sich den Franzosen im Gefecht von Waren-Nossentin aber noch erwehren. 1807 erhielt er dann Halbsold und starb am 15. August 1810 in Bernstadt.

### Familie
Pletz heiratete 1780 Johanna Dorothea von Meyer (* 1763; † 22. März 1819). Das Paar hatte mehrere Kinder, darunter:
- Wilhelmine
- Auguste ⚭ Ernst von Ohlen und Adlerscron, Herr auf Demnitz